# Livre de Kells
Vous lisez un « article de qualité » labellisé en 2005.
Pour les articles homonymes, voir Kells.
Le Livre de Kells (latin : Codex Cennanensis ; anglais : Book of Kells ; irlandais : Leabhar Cheanannais), également connu sous le nom de Grand Évangéliaire de saint Colomba, est un manuscrit illustré de motifs ornementaux réalisé par des moines de culture celtique aux alentours de l'année 800.
Considéré comme un chef-d'œuvre du christianisme irlandais et de l'art irlando-saxon, il constitue malgré son inachèvement l'un des plus somptueux manuscrits enluminés ayant pu survivre à l'époque du Moyen Âge. En raison de sa grande beauté et de l'excellente technique de sa finition, le manuscrit est considéré par beaucoup de spécialistes comme l'un des plus remarquables vestiges de l'art religieux médiéval. Rédigé en langue latine, le Livre de Kells contient les quatre Évangiles du Nouveau Testament ainsi que des notes liminaires et explicatives, l'ensemble étant accompagné de nombreuses illustrations et enluminures colorées. Le manuscrit fait aujourd'hui l'objet d'une exposition permanente à la bibliothèque du Trinity College de Dublin, en Irlande, sous la référence MS 58.

## Histoire

### Origines

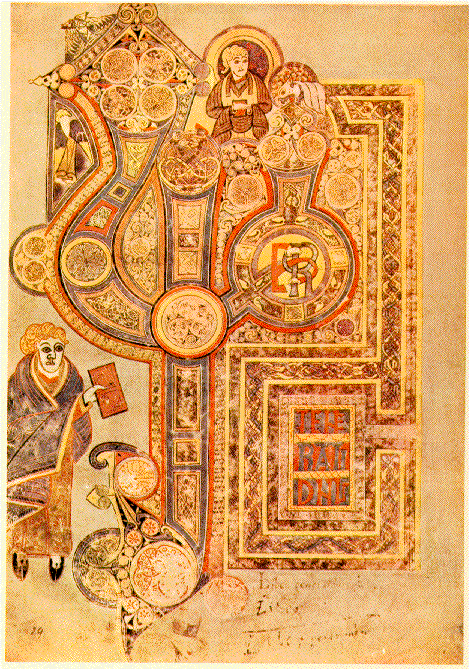
Le folio 29r contient l'incipit de l'Évangile selon Matthieu, dit Liber generationis. Cette image est comparable à la page correspondante des Évangiles de Lindisfarne (voir ici), en particulier la forme du monogramme Lib.

Le Livre de Kells est le plus illustre représentant d'un groupe de manuscrits réalisés de la fin du VIe siècle jusqu'au début du IXe siècle, dans des monastères de l'Irlande, de l'Écosse et du nord de l'Angleterre. On compte parmi eux le Cathach de saint Colomba, l'Ambrosiana Orosius ou le Livre de Durrow, remontant tous au VIIe siècle. Le début du VIIIe siècle voit, quant à lui, la réalisation des Évangiles de Durham, des Évangiles d'Echternach, des Évangiles de Lindisfarne et des Évangiles de Lichfield. Tous ces manuscrits comportent des similarités du point de vue du style artistique, de l'écriture et des traditions textuelles, ce qui a permis aux spécialistes de les regrouper dans la même famille. Le style pleinement abouti des enluminures place le Livre de Kells parmi les ouvrages les plus tardifs de cette série, vers la fin du VIIIe ou le début du IXe siècle, soit à la même époque que le Livre d'Armagh. L'ouvrage respecte la plupart des normes iconographiques et stylistiques présentes dans des écrits plus anciens : par exemple, la forme des lettres décorées ouvrant chacun des quatre Évangiles est étonnamment régulière parmi tous les manuscrits des îles britanniques composés à cette époque. Il suffit, pour s'en convaincre, d'examiner les pages introductrices à l'Évangile selon Matthieu dans les Évangiles de Lindisfarne (ici) et de les comparer avec celles du Livre de Kells (ci-contre).
Le Livre de Kells tient son nom de l'abbaye de Kells, elle-même située à Kells dans le comté de Meath, en Irlande. L'abbaye, où le manuscrit fut conservé pendant une bonne partie du Moyen Âge, fut fondée au début du IXe siècle, à l'époque des invasions vikings. Les moines étaient originaires du monastère d'Iona, une île des Hébrides située au large de la côte ouest de l'Écosse. Iona abritait en effet l'une des communautés monastiques les plus importantes de la région depuis que saint Colomba, le grand évangélisateur de l'Écosse, en avait fait son principal centre de rayonnement au VIe siècle. Lorsque la multiplication des raids vikings finit par rendre l'île d'Iona trop dangereuse, la plupart des moines partirent pour Kells, qui devint le nouveau centre des communautés fondées par Colomba.
La détermination exacte du lieu et de la date de réalisation du manuscrit a prêté à des débats considérables. Selon la tradition, le livre aurait été rédigé à l'époque de saint Colomba, peut-être même par ce dernier en personne. Des études paléographiques ont toutefois démontré la fausseté de cette hypothèse, puisque le style calligraphique employé dans le Livre de Kells ne s'est développé que bien après la mort de Colomba.

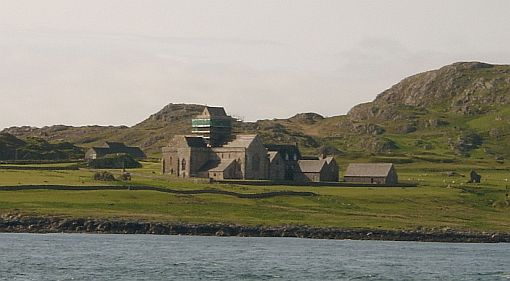
L'abbaye d'Iona.

On recense au moins cinq théories différentes sur l'origine géographique du manuscrit. En premier lieu, le livre pourrait avoir été écrit à Iona et apporté dans l'urgence à Kells, ce qui expliquerait qu'il n'ait jamais été terminé. Sa rédaction pourrait, au contraire, avoir été simplement entamée à Iona avant d'être poursuivie à Kells, où elle aurait été interrompue pour une raison inconnue[réf. nécessaire]. D'autres chercheurs avancent que le manuscrit pourrait tout aussi bien avoir été rédigé entièrement au scriptorium de Kells. Une quatrième hypothèse situe la création originale de l'ouvrage dans le nord de l'Angleterre, peut-être à Lindisfarne, avant son transport à Iona puis à Kells. Le Livre de Kells, enfin, pourrait être la réalisation d'un monastère indéterminé en Écosse. Ces deux dernières théories ne sont cependant désormais plus retenues. Même si cette question ne sera probablement jamais résolue de manière satisfaisante, la seconde théorie reposant sur la double origine de Kells et Iona est la plus généralement acceptée. Par ailleurs, au-delà de déterminer la bonne hypothèse, il reste en revanche certain que le Livre de Kells fut réalisé par des moines appartenant à une des communautés de saint Colomba et entretenant des relations étroites, si ce n'est davantage, avec le monastère d'Iona.

### Époque médiévale
Où qu'il ait été rédigé, les historiens sont néanmoins assurés de la présence du Livre de Kells dans l'abbaye du même nom à partir du XIIe siècle, voire du début du XIe siècle. Un passage des Annales d'Ulster, pour l'année 1007, rapporte en effet que « le grand Évangéliaire de Columcille [i. e. Colomba], principale relique du monde occidental, fut sournoisement dérobé en pleine nuit d'une sacristie de la grande église de pierre de Cenannas [i. e. Kells] en raison de son précieux écrin »,. Le manuscrit fut retrouvé quelques mois plus tard « sous un amas de terre », délesté de sa couverture décorée d'or et de pierres précieuses. Si l'on considère, comme c'est généralement le cas, que le manuscrit dont il est question est bien le Livre de Kells, il s'agit alors de la première date où l'on peut localiser avec certitude l'ouvrage à Kells. L'arrachage violent de la couverture pourrait également expliquer la perte de quelques feuilles du début et de la fin de l'ouvrage.
Au XIIe siècle, des documents relatifs aux terres possédées par l'abbaye de Kells furent recopiés sur quelques-unes des pages blanches du Livre de Kells, ce qui fournit ainsi une nouvelle confirmation de la présence de l'ouvrage dans cet établissement monastique. En raison de la rareté du papier, le recopiage de chartes dans des œuvres même aussi importantes que le Livre de Kells était une pratique courante au Moyen Âge.

#### Livre de Kildare

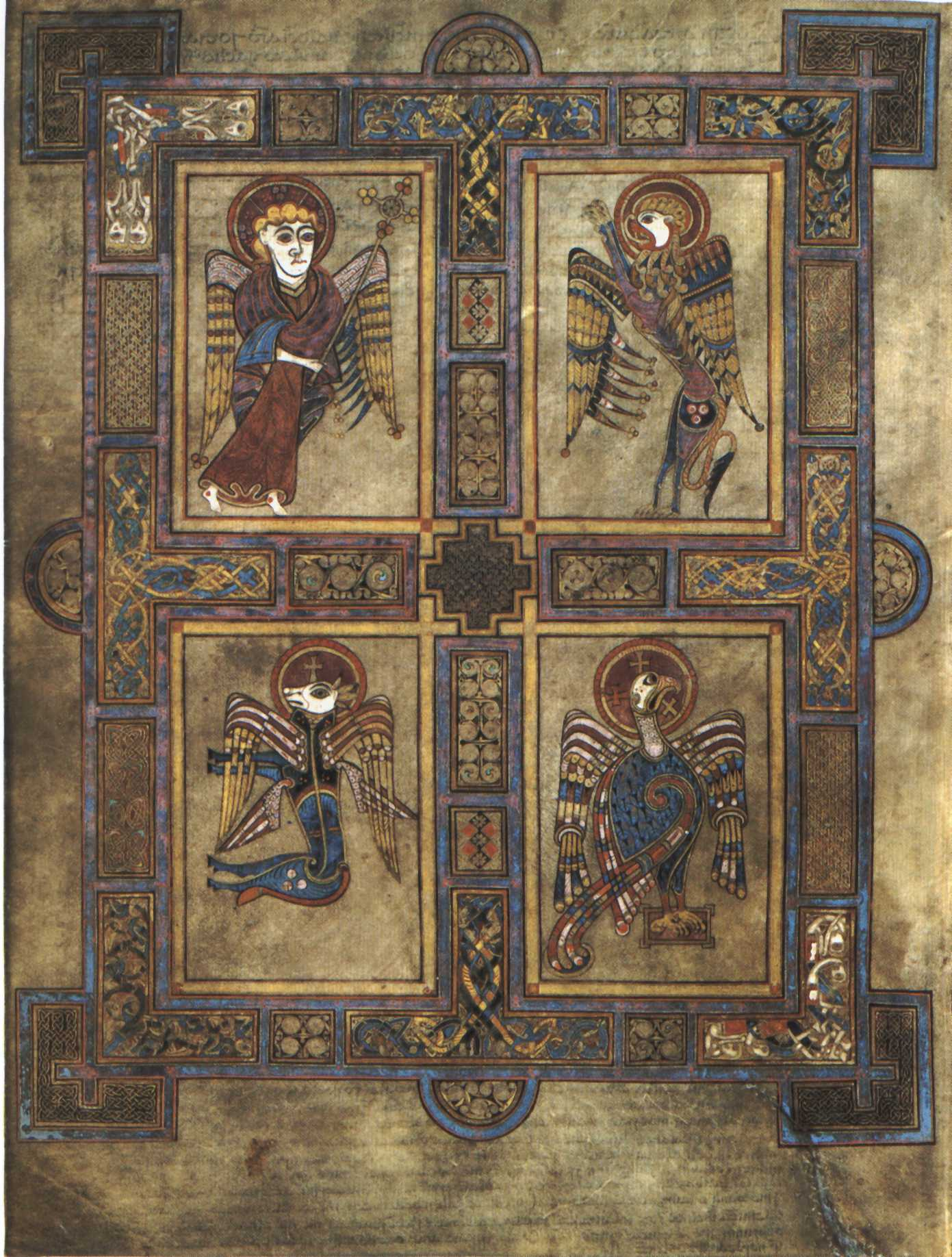
Le folio 27r contient les quatre symboles évangéliques.

Un écrivain du XIIe siècle, Giraldus Cambrensis (Gerald of Wales), décrit dans un célèbre passage de sa Topographia Hibernica un grand livre évangélique qu'il aurait admiré à Kildare, près de Kells, et que l'on suppose être le Livre de Kells. La description, en tout cas, semble concorder :

« Ce livre contient l’harmonie des quatre Évangélistes telle que recherchée par Jérôme, avec presque à chaque page différentes illustrations se distinguant par des couleurs variées. Ici vous pourriez voir le visage de majesté, divinement dessiné, ici symboles mystiques des Évangélistes, chacun avec des ailes, tantôt six, tantôt quatre, tantôt deux ; ici l’aigle, là le veau, ici l’homme et là le lion, et d’autres formes presque infinies. Regardez-les superficiellement avec un regard ordinaire, et vous penseriez que ce n’est que ratures, et non travail soigné. Le savoir-faire le plus raffiné est tout autour de vous, mais vous pourriez ne pas le remarquer. Regardez avec plus d’attention et vous pénétrerez au cœur même de l’art. Vous discernerez des complexités si délicates et si subtiles, si pleines de nœuds et de liens, avec des couleurs si fraîches et si vivantes, que vous pourriez en déduire que tout ceci est l’œuvre d’un ange, et non d’un homme. »

Étant donné que Gérald rapporte avoir vu ce livre à Kildare, il se pourrait qu'il s'agisse d'une autre œuvre égale en qualité mais aujourd'hui perdue. De manière plus vraisemblable, Gérald pourrait tout simplement avoir confondu Kells et Kildare.
L'abbaye de Kells fut dissoute à la suite des réformes ecclésiastiques du XIIe siècle. L'église abbatiale fut alors transformée en église paroissiale mais conserva le Livre de Kells.

### Époque moderne
Le Livre de Kells resta à Kells jusqu'en 1654. Cette année-là, la cavalerie d'Oliver Cromwell établit une garnison dans l'église locale, et le gouverneur de la ville envoya le manuscrit à Dublin pour plus de sûreté. Le livre fut présenté aux universitaires du Trinity College en 1661 par un certain Henry Jones, qui allait devenir évêque de Meath sous Charles II. Il fut ajouté au catalogue de 1688 par Samuel Foley sous la cote D.23,. À la rare exception d'expositions temporaires, le Livre de Kells n'a ensuite plus quitté le Trinity College. Il fait l'objet depuis le XIXe siècle d'une exposition permanente et ouverte au public à la Vieille Bibliothèque (Old Library) de l'université.
Au XVIe siècle, les numéros de chapitre des Évangiles, établis officiellement au XIIIe siècle par l'archevêque de Cantorbéry, Stephen Langton, furent rajoutés en marge des pages en chiffres romains. En 1621, les feuilles firent par ailleurs l'objet d'une numérotation par l'évêque de Meath, James Ussher. En 1849, la reine Victoria et le prince Albert furent invités à signer le livre : ils apposèrent en réalité leur signature sur une feuille rajoutée postérieurement, et que l'on croyait authentique. Cette feuille fut d'ailleurs retirée lorsque le livre reçut une nouvelle reliure, en 1953.
Le manuscrit a été relié plusieurs fois au cours des siècles. C'est à une de ces occasions, au XVIIIe siècle, que les pages furent rognées sans ménagement, entraînant la perte d'une petite partie des illustrations. Une nouvelle reliure fut confectionnée en 1895 mais se rompit très vite. Dès la fin des années 1920, plusieurs feuilles détachées furent conservées séparément du manuscrit. En 1953, l'œuvre fut finalement reliée en quatre volumes par Roger Powell, lequel s'occupa aussi de retendre avec délicatesse certaines pages qui s'étaient couvertes de renflements,.
En l'an 2000, le volume contenant l'Évangile selon Marc fut envoyé à Canberra, en Australie, pour une exposition consacrée aux manuscrits enluminés. Ce n'était que la quatrième fois que le Livre de Kells était transporté à l'étranger pour y être présenté. Le volume subit au cours du voyage des « dommages mineurs » au niveau de sa pigmentation. Les vibrations produites par les moteurs de l'avion pourraient en être la cause.

### Reproductions

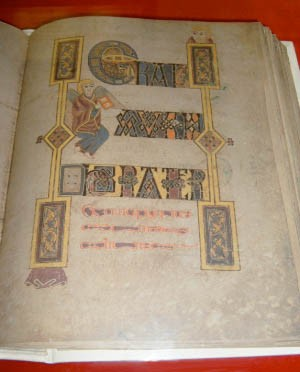
Le folio 183r du fac-similé de 1990 : Erat autem hora tercia (c'était maintenant la troisième heure).

#### Reproductions imprimées
En 1951, une maison d'édition suisse, la Urs Graf-Verlag Bern, réalisa un fac-similé du Livre de Kells. La plupart des pages furent reproduites en photographies en noir et blanc : quarante-huit pages furent néanmoins restituées en couleur, dont l'ensemble des décorations de pleine page.
En 1979, les éditions Faksimile Verlag (de) de Lucerne, une autre maison d'édition suisse alémanique, demandèrent l'autorisation de produire un fac-similé entièrement en couleur. L'offre fut initialement rejetée par les responsables du Trinity College, qui craignaient que le manuscrit ne subisse des dégâts au cours de l'opération. En 1986, à la suite de la mise au point d'un précautionneux dispositif d'aspiration qui permettait de tendre et de photographier les pages sans avoir à les toucher, l'éditeur obtint finalement le feu vert. Après la photographie de chaque page, une copie était préparée en comparant attentivement les couleurs avec celles de l'original, des ajustements intervenant si nécessaire. Le fac-similé fut publié en 1990 en deux volumes, avec d'une part le fac-similé proprement dit et d'autre part un tome de commentaires rédigés par des spécialistes. Un exemplaire est détenu par l'église anglicane de Kells, sur le site de l'ancien monastère.
En 1994, Bernard Meehan, conservateur des manuscrits au Trinity College, a rédigé un livret introductif sur le Livre de Kells publié par Thames & Hudson avec 110 images couleur. Une nouvelle version mise à jour a été publiée en 2018, disponible en plusieurs langues, dont en français, Le Livre de Kells - guide officiel. Une version augmentée et grand format intitulée simplement Le Livre de Kells est parue en septembre 2020 chez Citadelles & Mazenod.

#### Reproductions numériques
En 2006, le Trinity College a produit une édition numérique du manuscrit sur DVD-ROM à partir des diapositives de 1990 par Faksimile Verlag, avec des fonctionnalités de navigation avancées.
Depuis avril 2020, les images haute résolution sont disponibles en ligne sur le portail des collections numériques de la bibliothèque du Trinity College, toujours scannées d'après les diapositives de 1990.

## Description
Le Livre de Kells contient les quatre Évangiles constitutifs du christianisme, précédés de préfaces, de résumés et de transitions entre certains passages. Il est rédigé en lettres majuscules dans un style typographique typiquement insulaire, avec de l'encre noire, rouge, mauve ou jaune. Le manuscrit est aujourd'hui constitué de 340 feuilles en vélin, appelées des folios. La plupart des folios font en réalité partie de plus grandes feuilles, les bifolios, qui sont pliées en deux afin de former deux folios. Plusieurs bifolios sont ensuite rassemblés et cousus ensemble, de manière à obtenir des cahiers. Il arrive qu'un folio ne fasse pas partie d'un bifolio et soit une simple feuille libre insérée dans un cahier. Ces feuilles ont nécessité la peau d'environ 185 veaux, issus d'un troupeau de 1 200 têtes ou plus. Elles sont presque toutes faites de vélin, de la peau de veaux mort-nés, sauf certaines feuilles particulièrement enluminées, constituées d'un parchemin plus épais et donc faites de la peau d'un veau plus âgé. Ces éléments confirment les moyens particulièrement importants mis en œuvre par l'abbaye qui a réalisé le manuscrit.
On estime qu'une trentaine de pages ont été perdues en tout : dès 1621, l'examen de l'ouvrage par James Ussher ne comptabilisait plus que 344 pages. Les feuilles subsistantes sont rassemblées en trente-huit cahiers, qui comprennent chacun de quatre à douze d'entre elles (soit de deux à six bifolios), le chiffre de dix feuilles par cahier étant le plus habituel. Les pages les plus décorées correspondent souvent aux feuilles libres. Il semble par ailleurs que des lignes étaient préalablement tracées sur les folios, parfois des deux côtés, pour faciliter le travail d'écriture des moines : les trous d'aiguille et les traits peuvent encore s'apercevoir en certains endroits. Le vélin est de grande qualité, bien qu'il soit travaillé de manière assez inégale : plusieurs feuilles ont une telle épaisseur qu'elles se rapprochent de morceaux de cuir, tandis que d'autres sont d'une finesse presque translucide. Le manuscrit fait 33 cm de long sur 25 cm de large, soit une taille standard ; ces dimensions ne furent toutefois atteintes qu'au XVIIIe siècle, époque à laquelle les feuilles furent un peu rognées. La zone de texte couvre approximativement 25 cm de long sur 17 cm de large, et chaque page de texte contient entre seize et dix-huit lignes. Le livre semble néanmoins inachevé, dans la mesure où quelques-unes des décorations n'apparaissent qu'à l'état d'ébauches.

### Contenu
Dans son état actuel, le Livre de Kells offre, après quelques écrits liminaires, le texte intégral des Évangiles selon Matthieu, selon Marc et selon Luc. L'Évangile selon Jean, quant à lui, est reproduit jusqu'au verset 17:13. Le reste de cet Évangile, de même qu'une partie des écrits liminaires, restent introuvables et ont probablement été perdus lors du vol du manuscrit au XIe siècle. Ce qui reste des écrits liminaires est constitué de deux fragments de listes de noms hébreux contenus dans les Évangiles, des Breves causae et des Argumenta des quatre Évangiles, et enfin des tables canoniques d'Eusèbe de Césarée. Il est assez probable, à l'exemple des Évangiles de Lindisfarne ou du Livre de Durrow, qu'une partie des textes perdus incluait la lettre de saint Jérôme au pape Damase Ier, incluse comme préface, dans laquelle Jérôme justifiait la traduction de la Bible en latin. On peut aussi supposer, même si cela prête davantage à caution, que les textes comprenaient la lettre d'Eusèbe, dite Plures fuisse, où le théologien enseigne le bon emploi des tables canoniques.

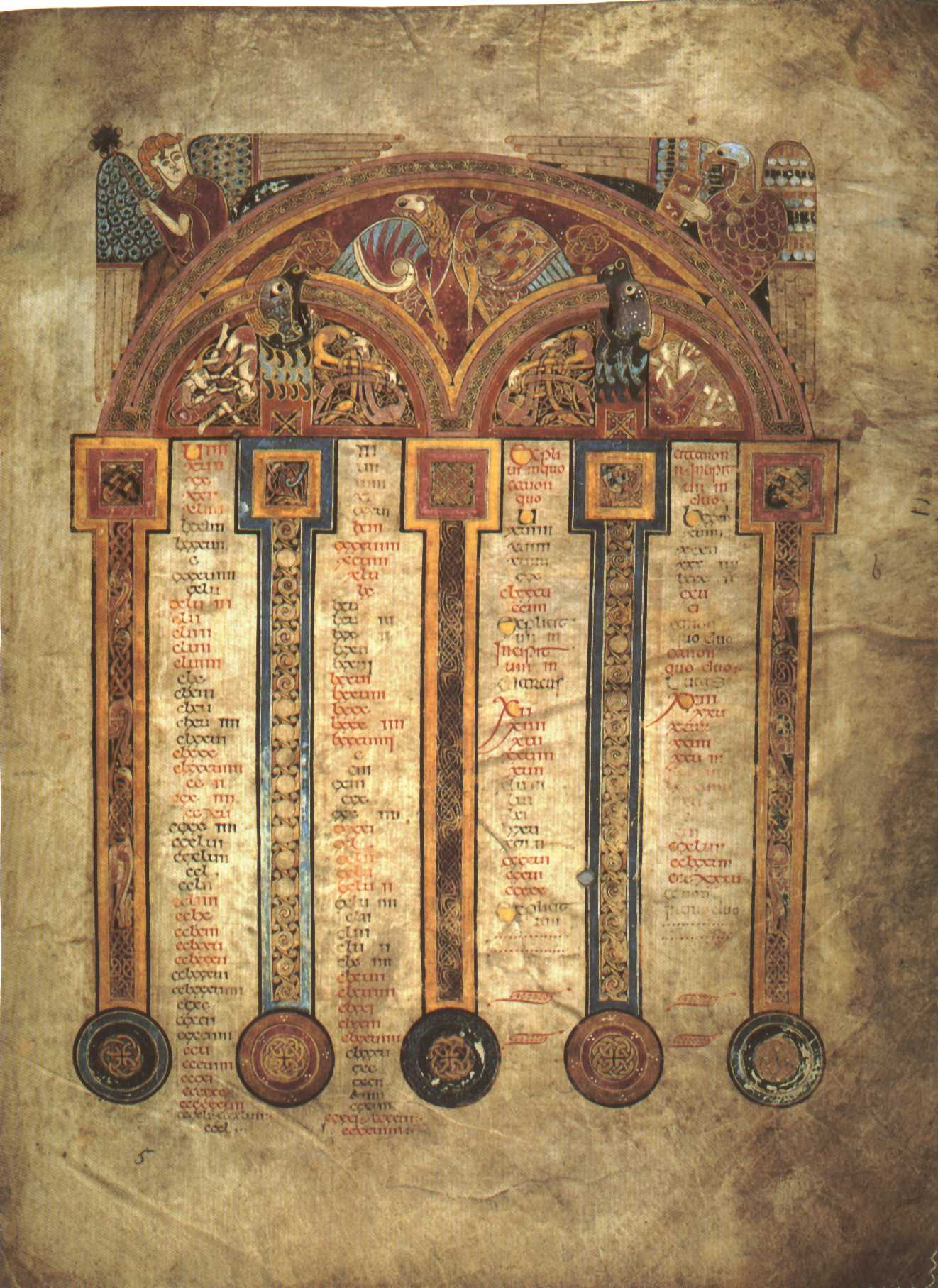
Le folio 5r est l'une des pages consacrées aux tables canoniques d'Eusèbe de Césarée.

On compte donc deux fragments de listes contenant des noms hébreux : l'un se situe au recto du premier folio, et l'autre, au folio 26, est pour l'instant inséré à la fin des textes introduisant l'Évangile selon Jean. Le premier fragment contient la fin de la liste destinée à l'Évangile selon Matthieu, sachant que le début de la liste occupait sans doute deux autres feuilles aujourd'hui perdues. Le deuxième fragment offre le quart de la liste pour l'Évangile selon Luc, les trois quarts restants ayant sans doute requis trois autres feuilles. Or la structure du cahier concerné rend hautement improbable l'idée qu'il puisse manquer trois feuilles entre les folios 26 et 27, ce qui conduit à penser que le deuxième fragment n'est plus à sa place originelle. Aucune trace des listes pour les Évangiles de Marc et de Jean ne subsiste.
Le premier fragment de liste est suivi par les tables canoniques d'Eusèbe de Césarée. Ces tables, antérieures à la traduction de la Bible en langue latine (la Vulgate), sont destinées à comparer et croiser les quatre Évangiles. Eusèbe procéda à la division des Évangiles en chapitres et dressa ensuite des tables, qui permettaient au lecteur de situer un épisode donné de la vie du Christ dans chacun des quatre textes. La coutume fut prise d'inclure les tables canoniques dans les textes liminaires de la plupart des copies médiévales de la Vulgate. Les tables du Livre de Kells se révèlent néanmoins inutilisables car le copiste les a condensées jusqu'à en faire un amas confus. De plus, les numéros de chapitres n'étaient jamais reportés en marge du texte, rendant ainsi impossible de retrouver les sections auxquelles les tables font référence. La raison de cet oubli reste obscure : il se peut que les moines aient décidé de ne rajouter les numéros qu'une fois les décorations terminées, l'inachèvement du manuscrit ayant eu alors pour conséquence de reporter sine die cette opération. L'omission pourrait également avoir été délibérée, afin de ne pas gâcher la beauté de l'ouvrage.

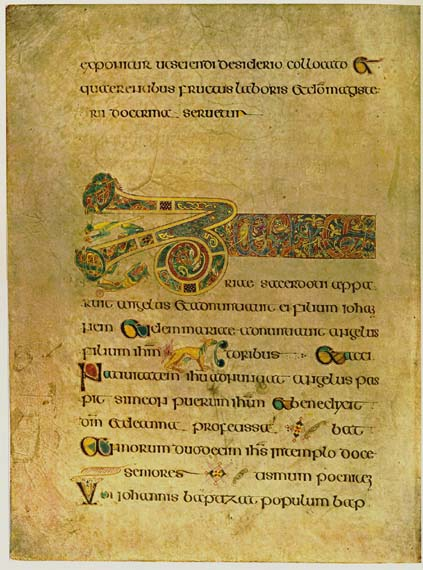
Le folio 19 contient le début des Breves causae de l'Évangile selon Luc.

Les Breves causae et les Argumenta relèvent d'une tradition manuscrite antérieure à la Vulgate. Les Breves causae sont en fait des résumés d'anciennes traductions des Évangiles en latin et sont divisées en chapitres numérotés. Ces numéros, tout comme ceux des tables canoniques, ne sont pas utilisés dans le corps du manuscrit. Il s'agit cependant cette fois d'un choix assez compréhensible, dans la mesure où les numéros de chapitres correspondant aux vieilles traductions auraient été difficiles à harmoniser avec le texte de la Vulgate. Les Argumenta, quant à elles, sont des collections de légendes consacrées aux quatre évangélistes. L'ensemble de ces écrits est disposé dans un ordre étrange : on trouve en premier lieu les Breves causae et les Argumenta sur Matthieu, suivis de ceux sur Marc. Arrivent alors, de manière assez inattendue, les Argumenta de Luc et Jean, suivies seulement ensuite des Breves causae de ces deux apôtres. Cet ordre inhabituel est le même que celui adopté dans le Livre de Durrow. Dans d'autres manuscrits insulaires, tels que les Évangiles de Lindisfarne, le Livre d'Armagh ou les Évangiles d'Echternach, chaque Évangile est traité séparément et se fait précéder de tous ses écrits liminaires. Cette répétition fidèle du modèle du Livre de Durrow a conduit le chercheur T. K. Abbot à la conclusion que le copiste de Kells devait avoir entre les mains le manuscrit en question, ou du moins un modèle commun.

### Texte et écriture
Le Livre de Kells contient le texte des quatre Évangiles en latin d'après la Vulgate, sans toutefois proposer une copie conforme de cette dernière : il existe de nombreuses variantes par rapport à la Vulgate, notamment lorsque des traductions latines plus anciennes sont utilisées à la place du texte de saint Jérôme. Cette version est appelée traditionnellement « version mixte irlandaise ». Ces variantes se retrouvent systématiquement dans tous les manuscrits médiévaux de Grande-Bretagne, et sont à chaque fois différentes d'un ouvrage à un autre. L'ouvrage comporte par ailleurs de nombreuses fautes d'orthographe et de copie.

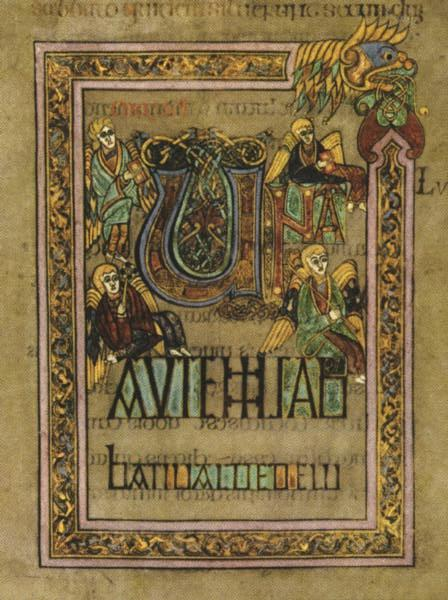
Le folio 285r, dit Una autem sabbati valde, a été rédigé par le copiste appelé Main A.

Le manuscrit est écrit en lettres majuscules, à la rare exception de quelques minuscules, le plus souvent des c ou des s. L'universitaire française (University College Dublin) Françoise Henry a identifié au moins trois copistes ayant contribué à l'œuvre, et les a appelés Main A, Main B et Main C. Main A aurait notamment réalisé les folios 1 à 19v et 276 à 289, avant de reprendre son travail du folio 307 jusqu'à la fin du manuscrit. Le copiste Main A utilise le plus souvent une encre de couleur marron assez répandue en Europe, et rédige entre dix-huit et dix-neuf lignes par page. Main B, quant à lui, a une plus grande tendance à utiliser des lettres minuscules, préfère une encre rouge, mauve ou noire et consacre un nombre plus variable de lignes à chaque page. Main C, enfin, a contribué à l'ouvrage de manière assez dispersée : lui aussi davantage porté sur les minuscules que Main A, il utilise néanmoins la même encre marron et écrit presque toujours dix-sept lignes par page.

### Décoration

#### Les couleurs
Le manuscrit contient des pleines pages de motifs ornementaux d'une extraordinaire complexité, ainsi que de plus petites décorations accompagnant les pages de texte. Le Livre de Kells utilise une large palette de couleurs, avec par exemple du mauve, du rouge, du rose, du vert ou du jaune. Les illustrations du Livre de Durrow, à titre de comparaison, ne sont faites que de quatre couleurs. De manière assez surprenante, et malgré le prestige dont les moines ont voulu entourer l'œuvre, ils n'ont fait usage d'aucune feuille d'or ou d'argent pour agrémenter le manuscrit. Les pigments nécessaires aux illustrations ont dû être importés de toute l'Europe, et ont fait l'objet d'études approfondies : le noir est tiré de la bougie, le rouge brillant du réalgar, le jaune de l'orpiment et le vert émeraude de la malachite broyée. L'inestimable lapis-lazuli, de coloration bleue, vient quant à lui de la région de l'Afghanistan.

#### Organisation de l'enluminure
Les enluminures sont bien plus riches et plus nombreuses que dans n'importe quel autre manuscrit biblique de Grande-Bretagne. On compte dix pleines pages d'enluminures ayant pu survivre à l'épreuve du temps, dont deux portraits d'évangélistes, trois représentations des quatre symboles des évangélistes, une page aux motifs rappelant un tapis, une miniature de la Vierge à l'Enfant, une autre miniature du Christ sur le trône et enfin deux dernières miniatures consacrées à l'arrestation et à la tentation du Christ. Il existe par ailleurs treize autres pleines pages d'enluminures accompagnées cette fois d'un peu de texte : c'est notamment le cas pour le début de chaque Évangile. Huit des dix pages consacrées aux tables canoniques d'Eusèbe de Césarée ont aussi été très richement illustrées. Le reste du livre, après les tables canoniques, est divisé en sections, chaque début de section étant annoncé par des miniatures et des pleines pages de texte décoré. Chacun des Évangiles, notamment, est introduit par des enluminures méticuleusement préparées. Les textes liminaires sont traités comme une section à part entière et reçoivent donc aussi une décoration somptueuse. En plus des Évangiles et des textes liminaires, le « second début » de l'Évangile selon Matthieu a droit lui aussi à sa propre décoration introductive.

#### Miniatures

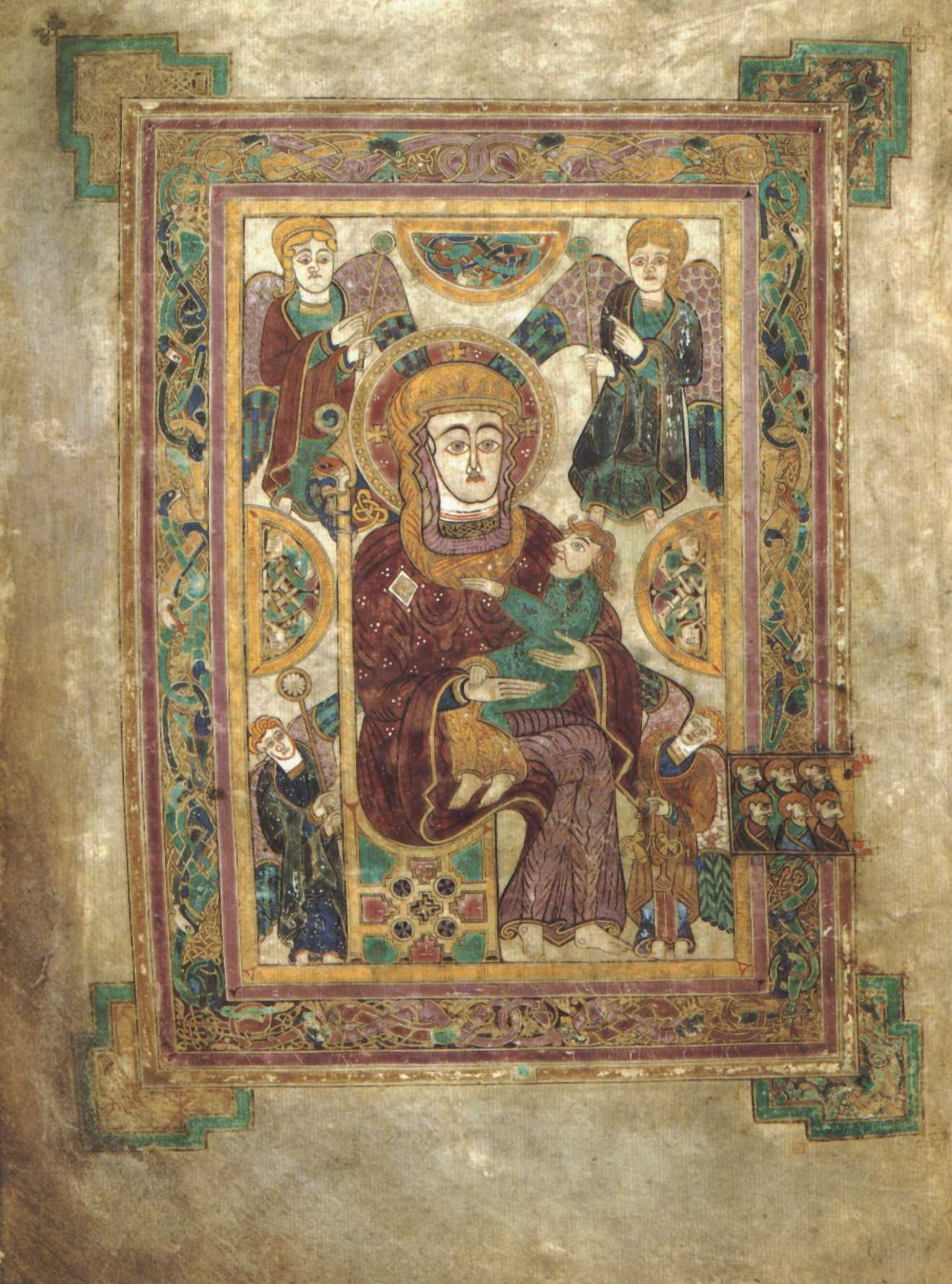
Le folio 7v est illustré d'une image de la Vierge et l'Enfant. Il s'agit de la plus vieille représentation subsistante de la Vierge Marie dans un manuscrit occidental.

Le manuscrit, dans son état actuel, débute avec un fragment de liste de noms hébreux, qui occupe la première colonne du recto du folio 1. L'autre colonne de ce folio est occupée par une miniature des quatre symboles des évangélistes, aujourd'hui un peu effacée. La miniature est orientée de telle sorte que le livre doit être tourné de 90 degrés pour l'examiner. Le thème des quatre symboles des évangélistes est présent du début à la fin de l'ouvrage : ils sont presque toujours représentés ensemble, afin de souligner et d'affirmer l'unité du message des quatre Évangiles.
Les textes liminaires sont introduits par une image en icône de la Vierge et l'Enfant (folio 7v). Cette miniature est la représentation la plus ancienne de la Vierge parmi tous les manuscrits du monde occidental. Marie est présentée dans un étrange mélange entre pose de face et aux trois-quarts. Le style iconographique de la miniature pourrait dériver d'un modèle orthodoxe ou copte.
La miniature de la Vierge et l'Enfant fait face à la première page de texte, et se révèle un préliminaire approprié au début des Breves causae de Matthieu, qui commencent par un Nativitas Christi in Bethlem (« la naissance du Christ à Bethléem »). La première page des Breves causae (folio 8r), quant à elle, est décorée et entourée d'un cadre élégant. La combinaison entre la miniature sur la gauche et le texte sur la droite constitue ainsi une introduction très vivante et colorée aux textes liminaires. Les premières lignes des autres sections des textes liminaires font également l'objet de soins particuliers, mais sans atteindre le même niveau que le début des Breves causae de Matthieu.

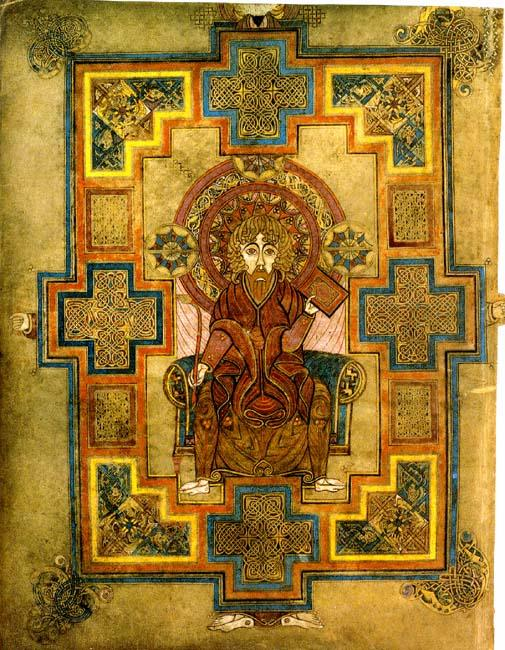
Le folio 291v contient un portrait de Jean.

Le Livre de Kells a été conçu pour que chaque Évangile dispose de décorations introductives très élaborées. Chacun des quatre textes, à l'origine, était préfacé d'une miniature en pleine page contenant les quatre symboles des évangélistes, suivie d'une page blanche. Venait ensuite, face aux premières lignes richement décorées du texte, le portrait de l'évangéliste concerné. L'Évangile selon Matthieu a conservé le portrait de son évangéliste (folio 28v) et sa page de symboles évangéliques (voir ci-dessus le folio 27r). Il manque à l'Évangile selon Marc le portrait de l'évangéliste, mais sa page de symboles a survécu (folio 129v). L'Évangile selon Luc n'a malheureusement conservé aucun des deux. L'Évangile selon Jean, enfin, tout comme celui de Matthieu, a pu garder à la fois le portrait de l'évangéliste (voir ci-contre le folio 291v) et sa page de symboles (folio 290v.). Les pages manquantes ont probablement existé, mais ont depuis été perdues. Quoi qu'il en soit, l'utilisation systématique de tous les symboles des évangélistes au début de chaque Évangile est une chose frappante, ayant vocation à renforcer l'unité du message évangélique.

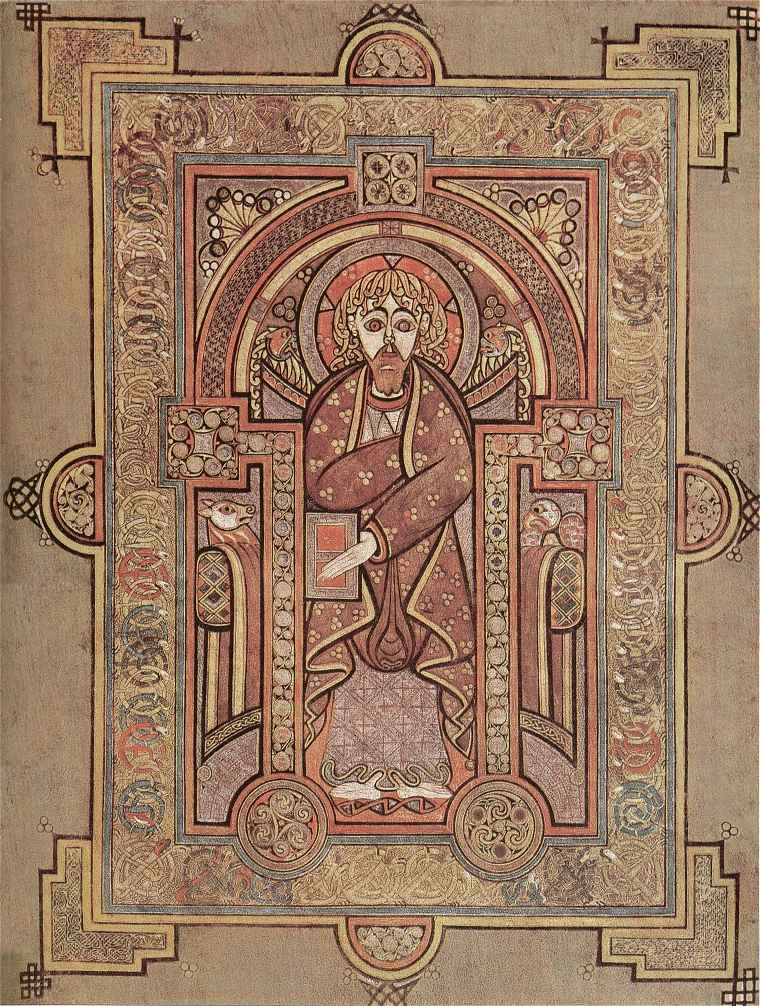
Portrait de Matthieu, f.28v.
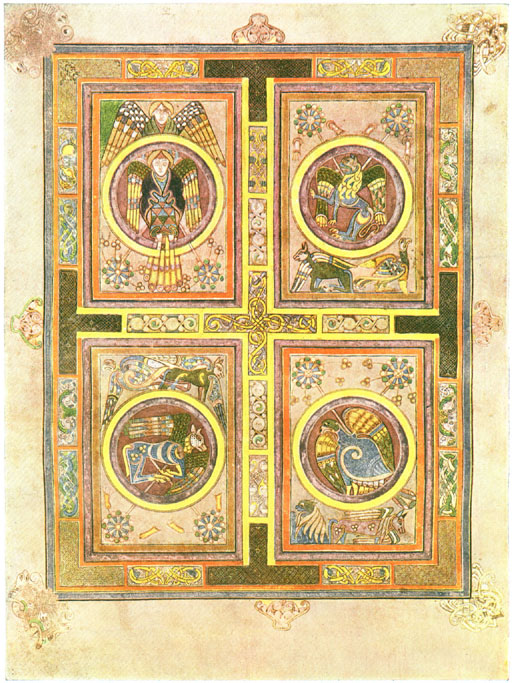
Symbole de Matthieu, f.129v.
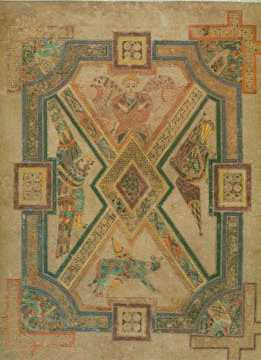
Symbole de Jean, f.290v.

Le Livre de Kells contient deux autres miniatures de pleine page, illustrant des épisodes de la Passion du Christ. La première (folio 114r.) est consacrée à son arrestation : Jésus, empoigné par deux personnages nettement plus petits que lui, est représenté sous une arcade stylisée. La seconde miniature (folio 202v.) est consacrée à la Tentation du Christ : Jésus, dont on ne voit que le buste, se tient au sommet du Temple, avec à sa droite une foule représentant peut-être ses disciples. On devine au-dessous de lui la figure sombre de Satan, tandis que deux anges planent dans le ciel.

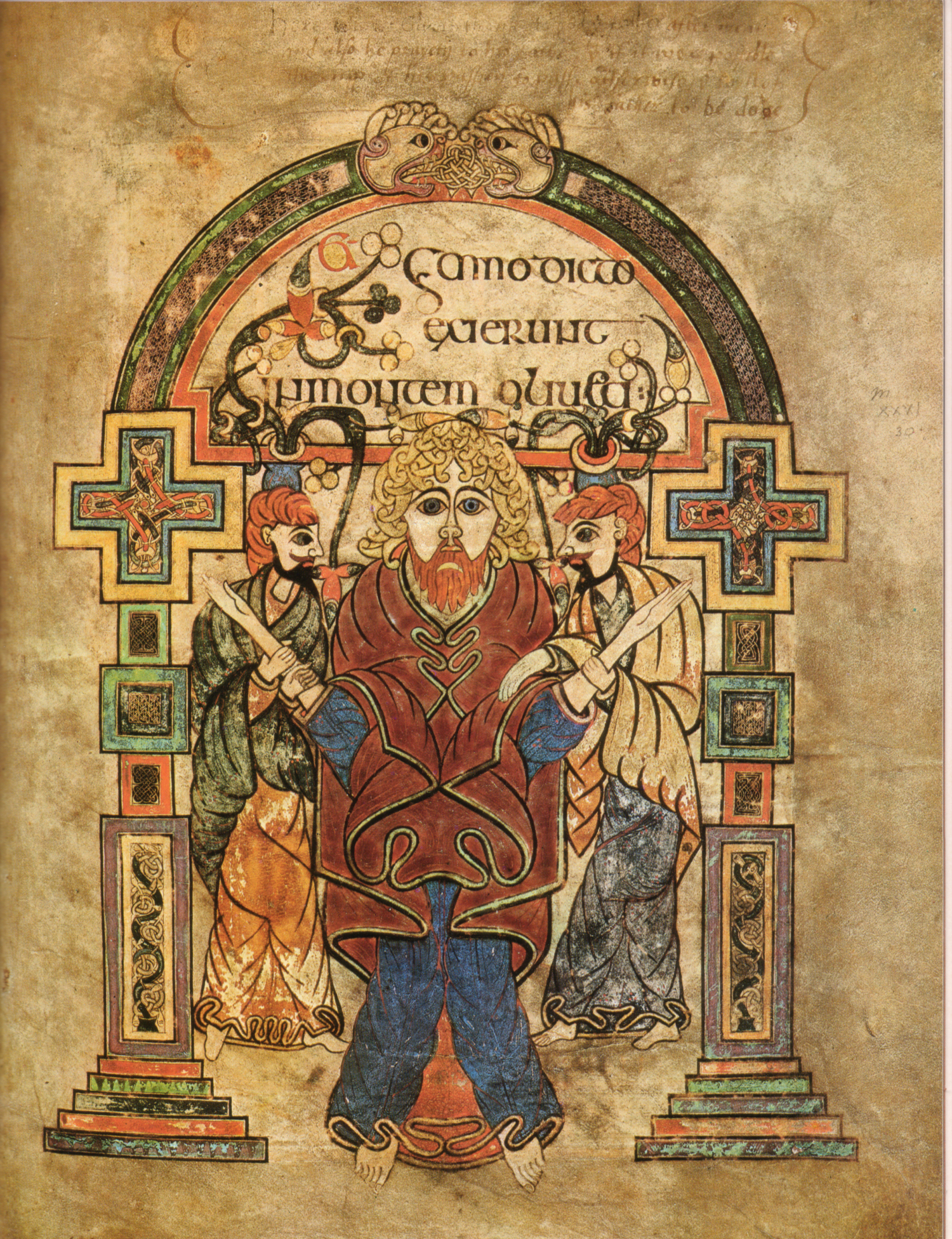
L'Arrestation du Christ, f.114r.
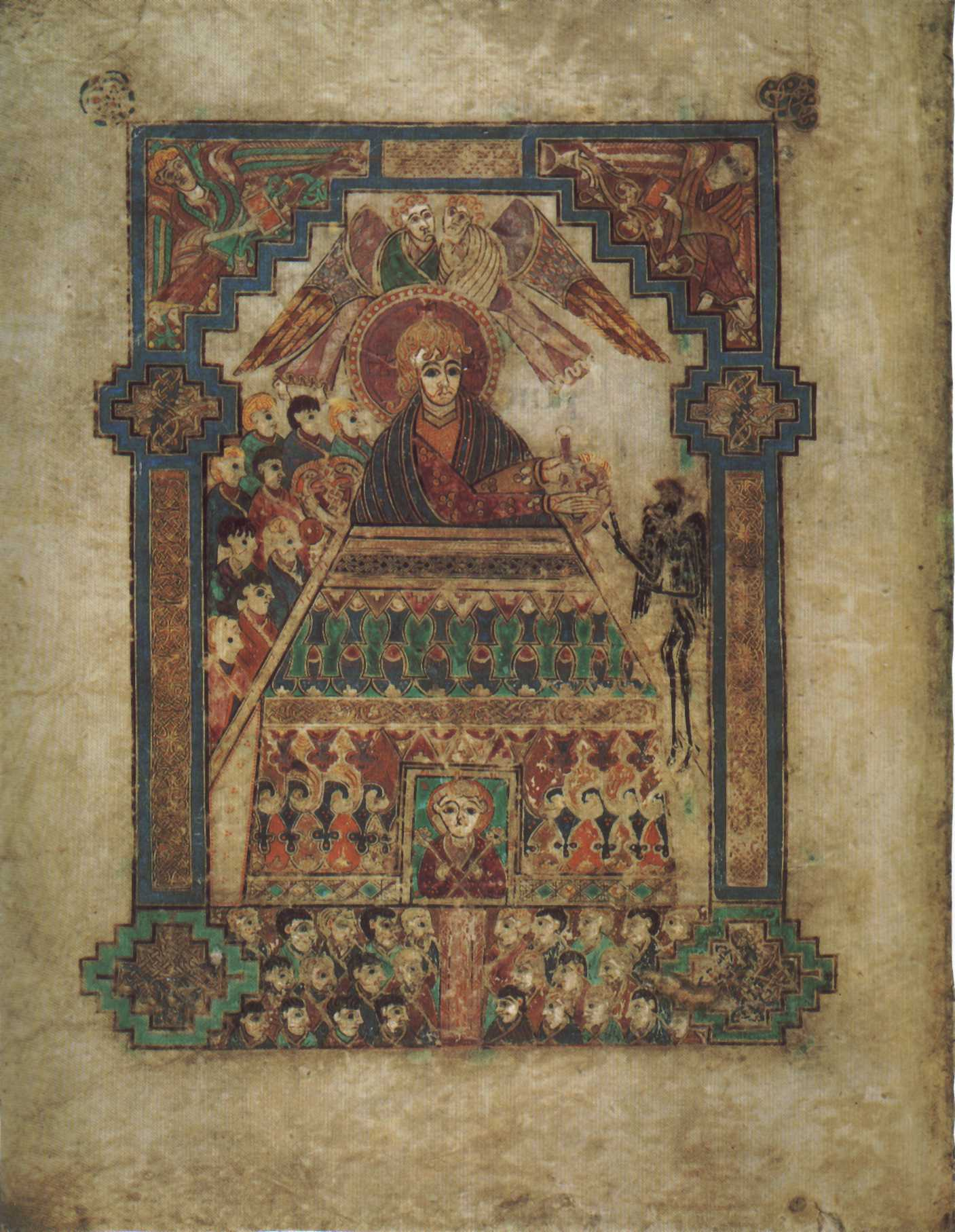
La Tentation du Christ, f.202v.

#### Les canons de concordance

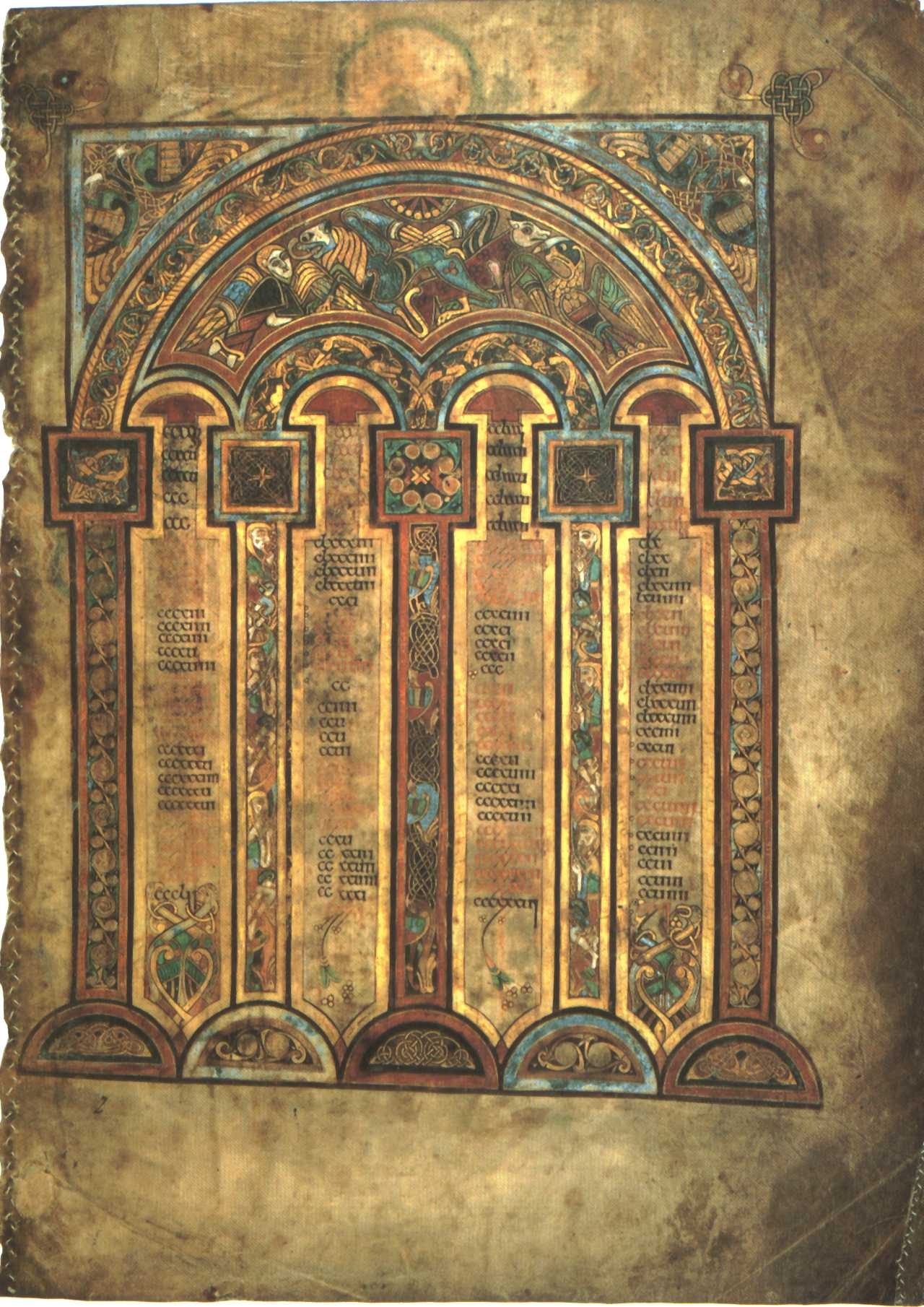
Le folio 2r contient l'une des tables canoniques d'Eusèbe de Césarée.

L'unité des Évangiles est encore renforcée par la décoration des tables canoniques d'Eusèbe de Césarée. Les tables elles-mêmes sont conçues pour établir l'unité des quatre textes en permettant au lecteur d'identifier des passages équivalents dans chaque Évangile, et requièrent normalement douze pages. Les copistes du Livre de Kells avaient bien réservé douze pages à cette besogne (folios 1v à 7r) mais, pour une raison inconnue, finirent par condenser les tables en dix pages seulement, laissant ainsi deux pages blanches (les folios 6v et 7r). Ce resserrement rendit les tables confuses et inutilisables. La décoration des huit premières pages des tables canoniques semble fortement influencée par des manuscrits plus anciens de la région méditerranéenne, où la coutume était d'insérer les tables dans le dessin d'une arcade. Les moines travaillant au Livre de Kells emploient ce style, mais en y apportant leur propre esprit : les arcades ne sont plus considérées comme des éléments architecturaux mais plutôt comme des motifs géométriques, décorés de motifs ornementaux typiquement insulaires. Les quatre symboles des évangélistes occupent l'espace au-dessus et au-dessous des arcs. Les deux dernières pages, quant à elles, représentent les tables dans une grille, ce qui est plus conforme à la tradition des manuscrits insulaires, comme dans le Livre de Durrow. Ces tables ont été rapprochées de celles d'un manuscrit carolingien contemporain au livre de Kells, le Codex Aureus Harley. Cependant, des tables identiques ont été observées dans un manuscrit anglais du VIIIe siècle (British Library, Royal 7 C XII).

#### Enluminure des incipits

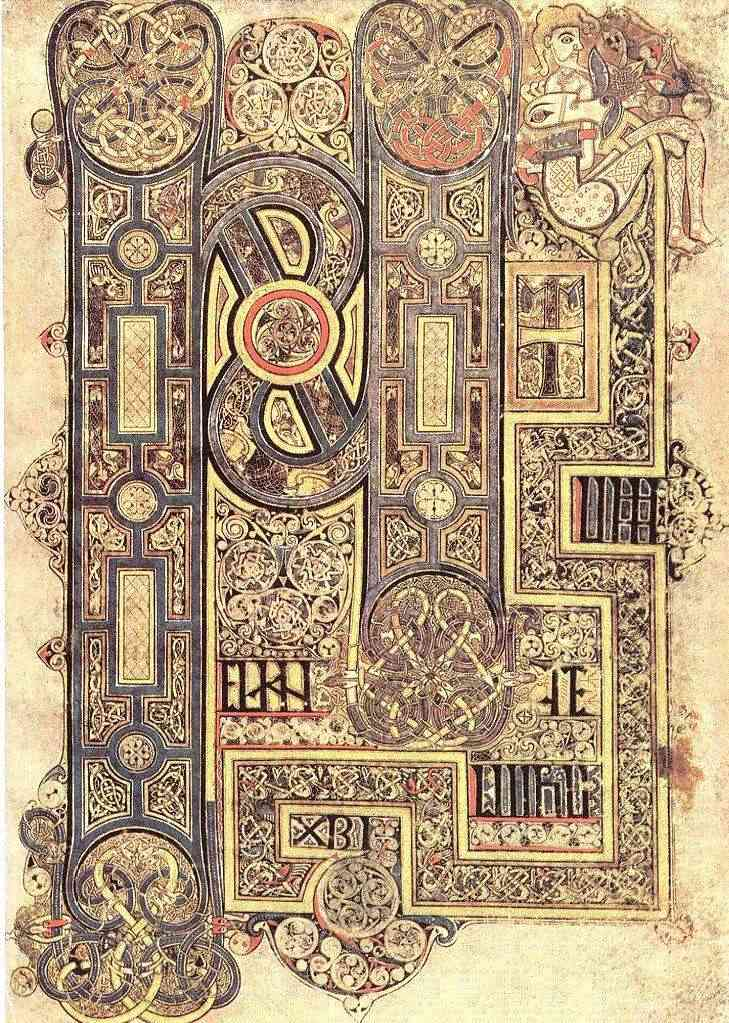
Le folio 30r abrite l'incipit de l'Évangile selon Marc.

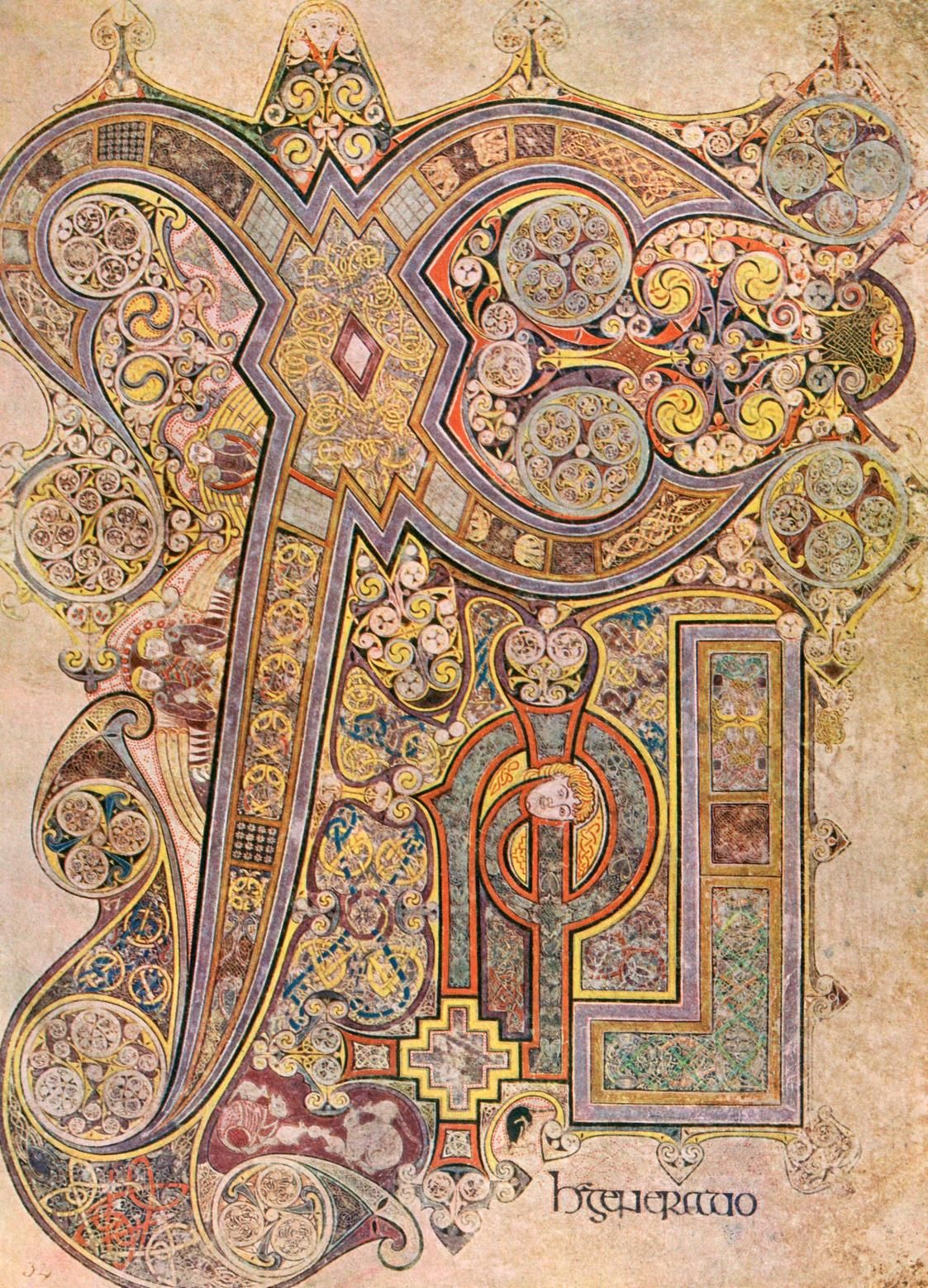
Le folio 34r laisse apparaître le célèbre monogramme de l'Incarnation, formé des lettres Chi et Rhô, qui sont les deux premières lettres du mot « Christ » en grec.

La décoration des premiers mots de chaque Évangile est extrêmement travaillée. Les pages concernées, de fait, ont pris l'apparence de tapisseries : les illustrations sont si élaborées que le texte en devient illisible. La page d'ouverture de l'Évangile selon Matthieu (voir ci-dessus le folio 29r), à ce titre, peut servir d'exemple : elle ne compte que les deux seuls mots « Liber generationis » (« le livre de la génération »). Le lib de Liber s'est développé en un monogramme géant dominant toute la page. Le er de Liber est représenté dans un entrelacement d'ornements avec le b du monogramme lib. Quant à Generationis, il s'étale sur trois lignes différentes et s'insère dans un cadre sophistiqué en bas à droite de la page. Le tout est regroupé par une bordure soignée.
Cette bordure et les lettres elles-mêmes sont en outre décorées de spirales et de nœuds, souvent zoomorphes. Les premiers mots de l'Évangile selon Marc, Initium evangelii (« Commencement de l'Évangile », voir ci-contre) et de celui selon Jean, « In principio erat verbum » (« Au commencement était le Verbe »), font l'objet de traitements similaires. Ces décorations, bien que particulièrement élaborées dans le Livre de Kells, se retrouvent néanmoins dans tous les évangéliaires des îles britanniques.
L'Évangile selon Matthieu, comme il est de règle, débute par une généalogie de Jésus : le récit proprement dit de la vie du Christ ne commence qu'au verset 1:18, que l'on considère donc parfois comme le « second début » de cet Évangile. Le Livre de Kells traite le second début avec l'emphase digne d'un texte séparé. Cette partie de l'Évangile de Matthieu commence par le mot « Christ », que les manuscrits médiévaux avaient coutume d'abréger par les deux lettres grecques Chi et Rhô. Ce « monogramme Chi Rhô », plus communément appelé « monogramme de l'Incarnation », a fait l'objet d'un soin particulier dans le Livre de Kells, jusqu'à envahir le folio 34r dans sa totalité. La lettre Chi domine la page, l'un des bras du X s'étendant sur une grande surface de la feuille. La lettre Rhô, quant à elle, est blottie sous les formes du Chi. Les deux lettres sont divisées en compartiments, tous somptueusement décorés d'entrelacs et d'autres motifs. Le fond du dessin, de même, est submergé d'illustrations nouées et imbriquées les unes aux autres. Au sein de cette masse d'ornements sont cachés des animaux et des insectes. Trois anges surgissent enfin de l'un des bras du Chi. Cette miniature, au sommet d'une tradition ayant débuté avec le Livre de Durrow, apparaît comme le plus grand et le plus soigné des monogrammes de l'Incarnation parmi tous les manuscrits bibliques des îles britanniques.

#### Ornementation du texte

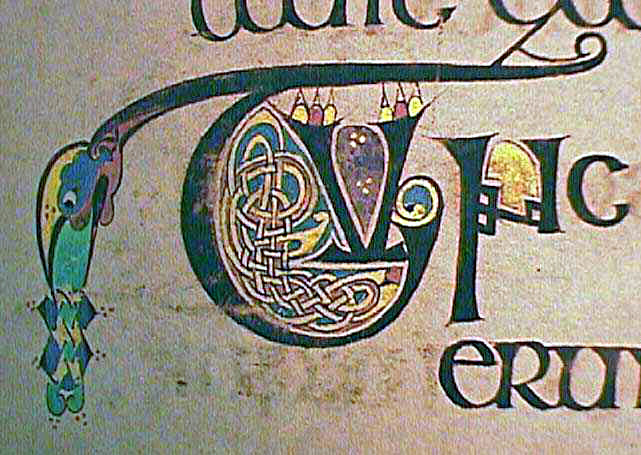
Presque tous les folios du Livre de Kells comprennent au moins de petites enluminures telles que cette initiale décorée.

La décoration de l'ouvrage ne se limite pas aux passages principaux. Toutes les pages, à l'exception de deux d'entre elles, contiennent en effet un minimum d'ornements. Des initiales décorées, tout comme des petits personnages humains ou zoomorphes, souvent entortillés dans des nœuds compliqués, sont éparpillés tout au long du manuscrit. Cet art des entrelacs, des figures animales et des labyrinthes microscopiques s'inspire entre autres de la tradition celtique. Le texte des Béatitudes dans l'Évangile selon Matthieu, par exemple, (folio 40v.) est accompagné le long de la marge d'une grande miniature, dans laquelle les lettres B qui commencent chaque ligne sont liées par une chaîne. La généalogie du Christ dans l'Évangile selon Luc (folio 200r), de même, profite de la répétition du mot Qui au début de chaque ligne pour dessiner une chaîne. De petits animaux sont représentés à la droite des pages pour combler les vides résultant de lignes ayant dévié de leur trajectoire, ou simplement pour occuper l'espace à la droite des lignes appelé bout-de-ligne. Aucun de ces motifs n'est identique à un autre, et aucun manuscrit plus ancien ne peut rivaliser avec une telle profusion d'ornements.

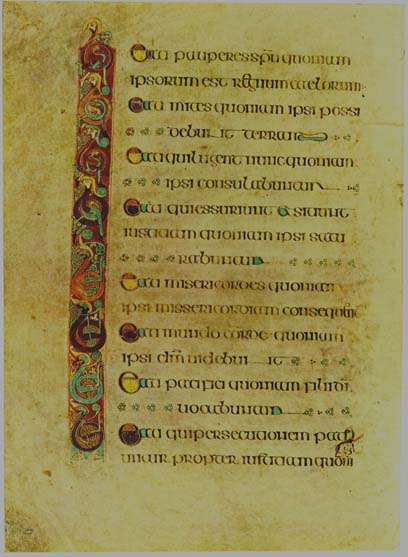
Les Béatitudes, f.40v.
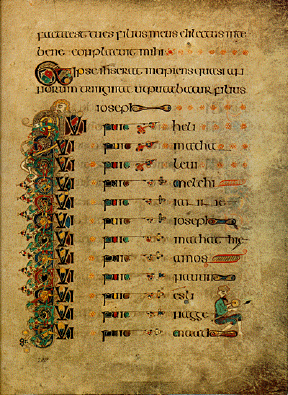
Généalogie du Christ, f.200r.

## Usage
Le Livre de Kells, à l'origine, avait une vocation sacramentelle et non éducative. Un évangéliaire aussi grand et somptueux devait être laissé sur le grand autel de l'église, et uniquement employé pour lire des passages de l'Évangile pendant la messe. Il est cependant probable que le prêtre officiant ne lisait pas réellement le manuscrit, mais le récitait simplement de mémoire. À ce titre, il est intéressant que le vol de l'ouvrage au XIe siècle, selon les Annales d'Ulster, ait eu lieu à la sacristie, là où les coupes et les autres accessoires liturgiques étaient rangés, plutôt qu'à la bibliothèque de l'abbaye. La confection du livre semble avoir intégré cette dimension, en faisant du manuscrit un objet très beau mais assez peu pratique. Le texte contient d'ailleurs de nombreuses erreurs non corrigées, et d'autres indices témoignent de l'attachement assez secondaire porté à l'exactitude du contenu : des lignes trop grandes sont souvent poursuivies dans des espaces libres par-dessus ou par-dessous, et les numéros de chapitres nécessaires à l'utilisation des tables canoniques n'ont pas été insérés. De manière générale, rien n'a été fait qui aurait risqué de perturber la beauté formelle des pages : l'esthétique a été prioritaire par rapport à l'utilité.

### Sources
- (en) A. Von Euw et P. Fox (dir.), Book of Kells (Ms.58, Trinity College Library Dublin), Lucerne, Faksimile Verlag, 1990, 407 p. (ISBN 3-85672-031-6)
- (en) Robert G. Calkins, Illuminated Books of the Middle Ages, Ithaca, New York, Cornell University Press, 1983, 341 p. (ISBN 0-500-23375-6)
- (en) George Henderson, From Durrow to Kells : the Insular Gospel-books, 650-800, New York, Thames and Hudson, 1987, 224 p. (ISBN 0-500-23474-4)
- (en) Francoise Henry, The Book of Kells, New York, Alfred A Knopf, 1974, 230 p. (ISBN 0-500-23213-X)
- (en) Edward Sullivan, The Book of Kells, Londres, Studio Publications, 1952
- Bernard Meehan (trad. de l'anglais), Le Livre de Kells : une introduction illustrée au manuscrit du Trinity college, Dublin, Londres, Thames & Hudson, 1995, 94 p. (ISBN 2-87811-090-0)
- Dominique Barbet-Massin, L'Enluminure et le sacré : Irlande et Grande-Bretagne, VIIe – VIIIe siècles, Paris, Presses de l'université Paris-Sorbonne, 2013, 577 p. (ISBN 978-2-84050-860-1), p. 45-46, 138-163
- Carl Nordenfalk (trad. de l'anglais), Manuscrits irlandais et anglo-saxons : l'enluminure dans les Îles britanniques de 600 à 800, Paris, éditions du Chêne, 1977, 126 p. (ISBN 2-85108-116-0)
- (en) Robert Fuchs et Doris Oltrogge, « Colour material and painting technique in the Book of Kells », dans Felicity O'Mahony, The Book of Kells: Proceedings of a conference at Trinity College, Dublin, September 6–9, 1992, Brookfield, Vt., Scolar Press, 1994, 133–171 p. (ISBN 0-85967-967-5)

#### En français
- Bernard Meehan (trad. de l'anglais), Le Livre de Kells, Paris, Citadelles & Mazenod, 2020, 256 p. (ISBN 978-2-85088-836-6)
- Peter Harbinson, L'art médiéval en Irlande, Zodiaque, 1998,  (ISBN 2736902440)
- Francoise Henry, L'art irlandais, vol. 2, Zodiaque, 1991,  (ISBN 2736900707)
- Ingo F. Walther et Norbert Wolf (trad. de l'allemand), Codices illustres : les plus beaux manuscrits enluminés du monde : 400 à 1600, Cologne, Taschen, 2018, 504 p. (ISBN 978-3-8365-7260-6), p. 80-85.

#### Autres lectures
- J. G. G. Alexander, Insular Manuscripts: Sixth to Ninth Century. London: Harvey Miller, 1978
- E. H. Alton, P. Meyer, Enageliorum quattor Codex Cenannensi. 3 vols. Bern: Urs Graf Verlag, 1959-1951.
- T. J. Brown, "Northumbria and the Book of Kells". Anglo-Saxon England I (1972): 219-246.
- A. M. Friend Jr., "The Canon Tables of the Book of Kells". In Mediæval Studies in Memory of A. Kingsley Porter, ed. W. R. K. Koehler. Vol. 2, p. 611–641. Cambridge, Mass.: Harvard University Press, 1939.
- Lemur J. Hopkins-James, The Celtic Gospels, Their Story and Their Texts. London: Oxford University Press, 1934.
- Susanne Lewis, "Sacred Calligraphy: The Chi Rho Page in the Book of Kells" Traditio 36 (1980): 139-159.
- P. McGurk, "Two Notes on the Book of Kells and Its Relation to Other Insular Gospel Books" Scriptorium 9 (1955): 105-107.
- Sally Mussetter, "An Animal Miniature on the Monogram Page of the Book of Kells" Mediaevalia 3 (1977): 119-120.
- Carl Nordenfalk, "Another Look at the Book of Kells" In Festschrift Wolgang Braunfels, p. 275–279. Tubingen: Wasmuth, 1977.
- Roger Powell, "The Book of Kells, the Book of Durrow, Comments on the Vellum and the Make-up and Other Aspects" Scriptorum 10 (1956), 12-21.
- James J. Sweeney, Irish Illuminated Manuscripts of the Early Christian Period. New York: New American Library, 1965.
- Martin Werner, "The Madonna and Child Miniatures in the Book of Kells", Art Bulletin, no 54, 1972, p. 1-23, 129-139.
- Umberto Eco, "A portrait of the artist as a bachelor", De la littérature, Biblio essais, p. 115–141.